# Four Sarrazin
Le Four Sarrazin, appelé aussi les Pierres Chevêches, est un dolmen situé à Saint-Just dans le département français d'Ille-et-Vilaine.

## Historique
Alfred Ramé, dès 1864 et P. Bézier en 1883 en donnent les premières descriptions et plans fidèles mais le dolmen est déjà endommagé. L'édifice est classé au titre des monuments historiques par arrêté du 3 mars 1975.

## Description
Situé à l'extrémité ouest de la Grée de Cojoux, le dolmen est entouré d'un tertre rectangulaire, orienté est-ouest, de 22 m de long sur 7 m de large délimité par de petites dalles enfoncées dans le sol. La chambre est excentrée à l'intérieur du tumulus. Elle mesure 7 m de long pour 1,20 m de large. Elle est délimitée par quatorze orthostates en schiste strié de quartz (hauteur moyenne 1,20 m, largeur 0,50 m, épaisseur 0,30 m) mais plusieurs dalles semblent avoir disparu depuis le XIXe siècle. Par comparaison avec le plan dressé par Ramé en 1864, il semble ainsi que la partie occidentale de la chambre, qui était déjà très perturbée, soit désormais manquante. L'entrée latérale est marquée par une petite dalle de schiste perpendiculaire à la chambre près de son angle sud-est. 
Trois tables de couverture sont conservées mais renversées à l'intérieur de la chambre, le plan dressé par Ramé en représentait quatre. La plus orientale mesure 2,50 m de long pour 0,60 m de large et 0,80 m d'épaisseur : elle comporte près du bord supérieur droit, sur la face qui devait à l'origine être située côté extérieur, une dizaine de cupules dont une très large et très profonde (14 cm de large sur 10 cm de profondeur).
L'architecture générale de la tombe présente une très grande similitude avec celle de l'allée couverte de Crec'h Quillié. Les dolmens à entrée latérale sont assez courants en Bretagne du nord, ils datent de la fin du Néolithique vers 2500 av. J.-C., mais il est assez surprenant que le seul autre monument de ce type encore visible à Saint-Just, la sépulture mégalithique de Tréal située à moins de 2 km au nord-ouest, soit d'un plan général si différent. Il est possible que le Four Sarrazin corresponde à un modèle plus ancien qui aurait évolué ultérieurement vers celui de Tréal.

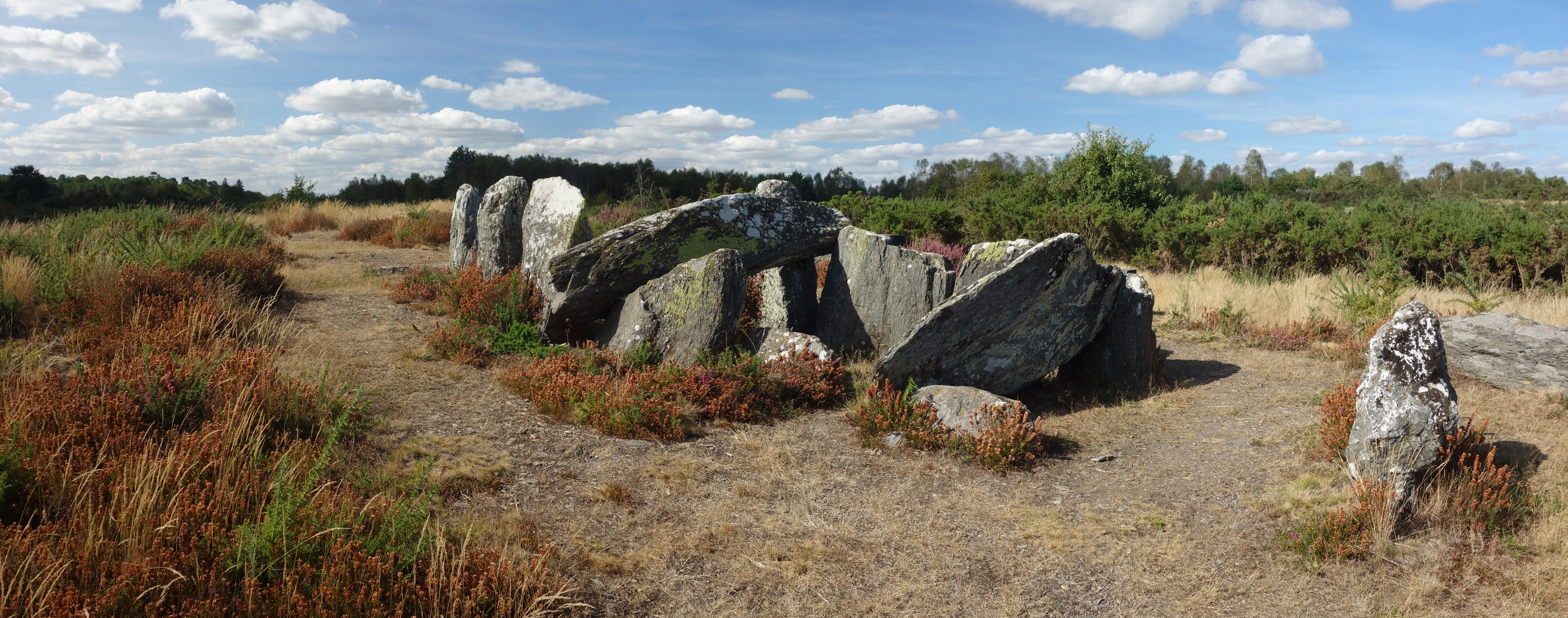
Vue générale de l'édifice depuis le sud-est en 2018 : l'entrée latérale est visible au premier plan au centre.